# هاميش ماكماستر
هاميش ماكماستر هو دبلوماسي نيوزيلندي. شغل منصب سفير نيوزيلندا في المملكة العربية السعودية.

## حياته
التحق ماكماستر بكلية سانت أندروز من عام 1966 حتى عام 1979 أي 13 سنة. 

## مسيرته

### قبل 2004
التحق ماكماستر للمرة الأولى بالخدمة العامة في عام 1988 عندما حصل على وظيفة في وزارة الشؤون الخارجية والتجارة. وقد لوحظ أنه قد نُقل إلى أنقرة وإلى الرياض للقيام بأدوار بسيطة قبل عام 2004.
في عام 2004 ، كان ماكماستر نائب مدير قسم الشرق الأوسط وأفريقيا.

### أدوار السفير
تم إعلان ماكماستر سفيراً لنيوزيلندا لدى جمهورية إيران الإسلامية في عام 2004. خلال فترة وجوده في طهران، تم اعتماد ماكماستر أيضًا سفيرًا في أفغانستان وباكستان. بعد استدعائه من منصبه كسفير لدى إيران في عام 2009 استقر مكماستر في ولنجتون.
في عام 2013 ، تم إعلان ماكماستر كسفير جديد في المملكة العربية السعودية. خلال فترة رئاسته سيُضاف إلى الكويت وقطر والبحرين وعمان.
في 9 أبريل 2015 ، اجتمع ماكماستر مع الوليد بن طلال بن عبد العزيز آل سعود لمناقشة القضايا بين نيوزيلندا والمملكة العربية السعودية فيما يتعلق باقتصاد الاستثمارات. 
في 13 يناير 2016 ، التقى ماكماستر مع مفلح القحطاني رئيس الجمعية الوطنية لحقوق الإنسان في المملكة العربية السعودية. وناقش العقوبات، بما في ذلك عقوبة الإعدام وغيرها من المواضيع المتعلقة بحقوق الإنسان. 

## أعمال
تم اعتماد ماكماستر لتأليف كتالوجات / كتب متعددة، بما في ذلك؛
- الميدالية التذكارية الحديثة في نيوزيلندا: مرآة لروح الأمة (2009) [5]
- نيوزيلندا التحدي العملات : كتالوج (2011) [6]
- ميداليات نيوزيلندا التذكارية : 1941–2014 (2014) [7]
- نيوزيلندا التحدي العملات : كتالوج (الطبعة الثانية) (2016) [8]